# Đoàn thanh thiếu nông 4T
Đoàn 4T (tiếng Anh: 4-T Club), hay Đoàn thanh thiếu nông 4T (chính tả cũ: Đoàn Thanh-thiếu-nông 4-T, tiếng Anh: 4-T Agricultural Youths, tiếng Pháp: Jeunesse rurale 4-T, Hán-Việt: 青少農四T團 / Thanh-thiếu-nông Tứ-T Đoàn) là một tổ chức thiện nguyện dành cho lứa tuổi thanh niên, nhi đồng do Bộ Cải cách điền địa và Canh nông Việt Nam Cộng hòa sáng lập và tổ chức. Năm 1970, ngành giáo dục Nông Lâm Súc Việt Nam Cộng hòa quyết định thay thế tổ chức này bằng Đoàn Nông gia tương lai Việt Nam.

## Đặc trưng
- Bài ca chính thức: Thiếu nhi thôn quê[1]

"Em là thiếu nhi thôn quê.
 Sáng ngày dắt trâu ra đồng.
 Trưa về em phơi ngô khoai.
 Đem thóc cho gà ăn
 Em xuống coi nồi cơm.
 Đến chiều mọi việc đều xong
 Nào còi nào dây em sắp đi họp."
- Huy hiệu: Lá me đất màu lục có 4 chữ T màu trắng ở 4 góc lá. Màu trắng tượng trưng cho những ý tưởng lớn (high ideals), màu lục tượng trưng cho mùa xuân, sức đang lớn, đời sống và tuổi xuân thì.
- Đoàn viên bận đồng phục trắng, đội mũ xếp trắng có gắn phù hiệu 4T.
- Tôn chỉ 4-T: là viết tắt bởi 4 chữ Trí-Tâm-Tay-Thân, phát xuất từ 4-H của tổ chức thiếu niên Hoa Kỳ (Head-Heart-Hands-Health).

- Trí sáng (Trí sáng suốt để học tập)
- Tâm thành (Trái tim thành tâm để đối đãi với mọi người)
- Thủ xảo (Tay giỏi giang để làm việc)
- Tráng thân (Thân thể tráng kiện để phục vụ cho đồng bào tôi và Tổ quốc tôi)
- Mục đích: Đào tạo phát triển thanh thiếu niên thành công dân tốt, có óc lãnh đạo, trang bị năng khiếu chuyên môn cho cuộc sống qua chương trình huấn luyện thực tiễn.

## Lịch sử
Đoàn thanh thiếu nông 4T chính thức thành lập ngày 25 tháng 11 năm 1955 tại khu vực nông thôn Việt Nam Cộng hòa, nhằm giáo dục thanh thiếu niên tu dưỡng thân thể và rèn luyện tâm trí, thông qua những công tác có ích lợi cho xóm làng. Phong trào này phát xuất từ các tỉnh Long An, Định Tường, Bình Dương và nhanh chóng lan rộng ra khắp miền Nam.
Tổ chức Thanh thiếu nông 4T trực thuộc ngành khuyến nông của Ty Nông nghiệp các tỉnh, tất cả thanh thiếu niên nam nữ đều có thể tham gia. Phần đông nam giới tham gia chương trình nông nghiệp gồm trồng tỉa, chăn nuôi; nữ giới tham gia chương trình Sinh hoạt gia đình, gồm học thêu đan, nấu nướng, chế biến các sản phẩm nông nghiệp của địa phương như: làm kẹo sô-cô-la từ hạt ca cao, mứt từ trái cây...
Chương trình đào tạo bao gồm học lý thuyết kết hợp thực hành, tùy theo khả năng cá nhân và theo mùa vụ. Đoàn viên chỉ thực hiện chương trình sau giờ học, hay trong ngày nghỉ cuối tuần, vừa học vừa giúp đỡ cha mẹ trong việc đồng áng, chăn nuôi, chế biến sản phẩm dư thừa của những mùa nông phẩm chín rộ. Tất cả chương trình đều có cán bộ chuyên môn của Ty Nông nghiệp hướng dẫn.
Mỗi năm, các tỉnh tổ chức một kỳ đại hội, đoàn viên toàn tỉnh tham dự để trình bày kết quả trong năm. Mỗi đoàn viên phải thuyết trình trước đại hội phần lý thuyết và thực hành cùng kết quả thu lượm được của mình.